# Dacnis andina septentrional
La dacnis andína septentrional (Xenodacnis petersi) és un ocell de la família dels tràupids (Thraupidae).

## Hàbitat i distribució
Habita zones boscoses i arbustives als Andes del sud-oest de l'Equador i nord i centre del Perú.

## Taxonomia
Fins fa poc s'ha estat considerada coespecífica amb Xenodacnis parina, però actualment és considerada una espècie de ple dret arran del Hoyo et Collar 2006